# Петър Касей
Петър Касев (изписван и Касей) е управлявал за кратко време Софийско-Пловдивския католически викариат в средата на XIX в.

## Биография
Димитър Петър Касей е роден през 1812 г. Той е чех по народност. Завършва в Пропагандата на вярата в Рим и през 1834 г. е изпратен като мисионер в Пловдивско. Първоначално е свешеник в Селджиково и Дуванлий. През 1840 г. е свещеник в Хамбарлии и тогава му е поверено временно управлението на диоцеза през 1840 г. и след това почти 12 години е енорист в енорията „Свети Петър и Павел“ в село Даваджово.
В началото на 1849 г. заболява и отива на лечение в Пловдив. Умира на 31 март същата година в Пловдив. На 25 февруари 1882 г, костите му са пренесени в новите католически гробища.

## Епархията между два ордена
През 1835 г. Рим поверил управлението на Софийско-Пловдивската епархия на отците-лигуористи. След пристигане в Южна България на група отци-чехи от този орден, те започнали да провеждат реформи. Доста от реформите са били прогресивни за своето време, но новаторите влезли в противоречие с малкото мирски свещеници и миряните. Епископ Иван Птачек се борил неговите миряни да не работят ангария по време на големите християнски празници. Така се изострили отношенията му и с властта. Използвайки обвиненията на гръцкото духовенство, че отците са австрийски шпиони, турското правителство е поискало от Рим, отците-лигуористи да бъдат отзовани.
През септември 1940 г. те напускат Южна България. Светият престол е решил да настани в Пловдив отци-капуцини. Първите пристигат на 21 март 1841 г. Именно в този преходен период Петър Касев изпълнява задълженията на апостолически наместник.